# Jean-Michel Nicollet
Pour les articles homonymes, voir Nicollet.
Jean Michel Nicollet est un illustrateur et auteur de bande dessinée français, né à Lyon le 7 février 1944.

## Biographie
Jean-Michel Nicollet  est surtout connu comme illustrateur, en particulier pour les couvertures des Éditions Néo, Titres/SF et Folio Junior. Il a également illustré une quarantaine de couvertures de la collection Chair de poule. 
Il a suivi les cours de l'École des beaux-arts de sa ville natale, où il rencontre Jacques Tardi, puis ceux des Beaux-Arts de Paris. Ses débuts professionnels remontent à 1970 où il propose des illustrations pour le mensuel Lui. Il poursuit avec quelques travaux publicitaires et la réalisation de ses premières couvertures pour la collection Folio chez Gallimard. En 1972, pour l'éditeur américain Harlin Quist, il conçoit l'iconographie du Conte de Ionesco no 4. Il rejoint l'équipe du magazine Métal Hurlant en 1977 et entreprend Ténébreuses Affaires, succession de courts récits fantastiques scénarisés par Picaret et lui-même.
En 1979, il obtient le Premio Grafico Fiera di Bologna per l'Infanzia, de la Foire du livre de jeunesse de Bologne (Italie) pour  Histoire du petit Stephen Girard de Mark Twain, qu'il a illustré.
Il signe de nombreuses couvertures pour divers éditeurs (Néo, Lattès…) et réalise plusieurs ouvrages, parmi lesquels Le Diable, les Poèmes de Lovecraft, les Poèmes de Howard ou encore Harry Dickson sur un texte de Marie-Paule Vandunthum et Gérard Dôle. Il est aussi le coauteur, avec Keleck du Rejeton de l'univers et d'Ersatz. Entre 1995 et 2001 il dessine pour l'éditeur Bayard plus de la moitié des couvertures de l'édition française de la collection de romans Chair de poule de R.L. Stine, son style sombre représentant l'identité graphique de la collection dans l'imaginaire collectif de plusieurs générations d'enfants, avec également Henri Galeron et Gérard Failly. Ces couvertures sont utilisées pour les rééditions successives de la collection jusqu'en septembre 2023, date à laquelle une nouvelle équipe de dessinateurs dessine les couvertures. 
Il expose sa production picturale à la galerie Escale à Paris en 1992.
Son œuvre, essentiellement réalisée à la peinture acrylique, développe les thèmes de l'étrange et du surnaturel.
Jean-Michel Nicollet enseigne a enseigné l'École Émile-Cohl à Lyon.

## Publications

### Albums
- Le Diable (Humanoïdes associés « Folles images et livres fastueux », 1978).
- Ténébreuses affaires, avec Picaret (Humanoïdes associés, 1979).
- Le Rejeton de l’univers (Humanoïdes associés, 1980, textes, design et plusieurs illustrations de Keleck).
- Le Manuscrit d’Orvileda, avec François Rivière (Hachette « Éclipse », 1980).

### Ouvrages illustrés
- La Vengeance de Nitocris, de Tennessee Williams (Futuropolis « Futuropolice nouvelle », 1983).
- L’Intégrale Harry Dickson, de Jean Ray (Néo « Club Néo », 1985-1986, 21 vol.).
- L’Intégrale de Conan Doyle (Néo « Club Néo », 1986-1989, 19 vol.).
- Les Voleurs de secret, de Olivier Lécrivain (Rageot « Cascade policier », 1991).
- Des crimes comme ci comme chat, de Jean-Paul Nozière (Rageot « Cascade policier », 1992).
- La Guillotine ensorcelée, de Jean Ray (Lefrancq « Attitudes-mystères », 1993).
- Les Héritiers d’Avril, de Pierre Véry (Hachette « Bibliothèque verte » no 815, 1993).
- Le Spectre de Lychwood, de Nicholas Wilde (Hachette « LdP Jeunesse » no 480, 1993).
- Allô ? Ici tueur, de Jay Bennett (Rageot « Cascade Policier », 1994).
- Signé Alouette, de Pierre Véry (Hachette Jeunesse « Bibliothèque verte » no 817, 1994).
- La Maison des morts, de R.L. Stine (Bayard, 1995).
- Une sixième en accordéon, de Jean-Paul Nozière (Rageot « Cascade », 1996).
- Mademoiselle V., de Jean-Baptiste Evette (Magnard jeunesse « Les Fantastiques », 1999).
- Sauve qui peut, voilà les Herdman !, de Barbara Robinson (Bayard poche « Délires » no 201, 2000).
- Les Griffes de l’homme-loup, de R.L. Stine (Bayard jeunesse « Chair de poule illustré » no 101, 2001).
- La Punition de la mort, de R.L. Stine (Bayard jeunesse « Chair de poule illustré » no 102, 2001).
- Le Chien des Baskerville, de Conan Doyle (Gallimard Jeunesse « Chefs-d’œuvre universels » no 15, 2002).
- On ne touche pas aux tarentules !, de R.L. Stine (Bayard jeunesse « Chair de poule illustré » no 103, 2002).
- L’Épouvantail maléfique, de R.L. Stine (Bayard jeunesse « Chair de poule illustré » no 104, 2002).
- Le Vampire de glace, de R.L. Stine (Bayard jeunesse « Chair de poule illustré » no 105, 2003).
- La Télécommande maléfique, de R.L. Stine (Bayard jeunesse « Chair de poule illustré » no 106, 2003).
- Le Diable dans tous ses états, de Jean-François Lecompte (e/dite, 2003).
- B.B. King (Nocturne, 2006).
- L'abominable Cthulhu (La Légende de Titus Crow), de Brian Lumley (éd. Fleuve Noir "collection super-poche" - les Lovecraftiens", 1995).
- L'invincible Cthulhu (La Légende de Titus Crow), de Brian Lumley (éd. Fleuve Noir "collection super-poche" - les Lovecraftiens", 1996).
- La main de la Déesse Noire, de Robert E. Howard (Nouvelles Édition Oswald, Collection "NéO" no 164, mars 1986 tirage limité à 4000 ex.).
- Le fantôme de Madame Crowl, de Joseph Sheridan Le Fanu (Nouvelles Édition Oswald, Collection "NéO" no 207, mars 1988).
- Le Hobereau Maudit, de Joseph Sheridan Le Fanu (Nouvelles Édition Oswald, Collection "NéO" no 198, octobre 1987).
- Trois Saigneurs de la Nuit/3 (goules•vampires•loups-garous, recueil de nouvelles compilé par Jacques Finné (NéO, no 210, juin 1988).
- La fille du bourreau, Ambrose Bierce (NéO Plus no 4, 1986).
- La sorcière de Prague, de Francis Marion Crawford (NéO plus no 5, décembre 1986).
- H.P. Lovecraft - Le roman de sa vie, Lyon Sprague de Camp (Durante éditeur, collection l'éternel retour, mai 2002).
- 1978 : Le Diable (Les Humanoïdes Associés) - illustrations
- 1978 :  Histoire du petit Stephen Girard de Mark Twain - illustrations Premio Grafico Fiera di Bologna per l'Infanzia, de la Foire du livre de jeunesse de Bologne 1979[1].
- 1979 : Ténébreuses affaires (Les Humanoïdes Associés) - bandes dessinées et illustrations
- 1980 : Le manuscrit d'Orvileda de François Rivière (Hachette)
- 1981 : Erzatz avec Keleck (La Vue) - illustrations
- 1982 : Ténébreuses affaires (Les Humanoïdes Associés) seconde édition revue et augmentée par plus d'illustrations et une nouvelle couverture (Les Humanoïdes Associés)
- 1997 : CD Léo découvre le Blues (musique Jean-Jacques Milteau et Manu Galvin) texte de Christine Mulard et Patrick Raynal, dit par Richard Bohringer (Ed.Le Chant du Monde) livret illustré par Nicollet.
- 2002 : Le Chien des Baskerville d'Arthur Conan Doyle  (Gallimard Jeunesse).
- 2006 : Le Diable (Zanpano).
- 2006 : Apparitions (Éditions Édite).
- 2008 : Neo (Zanpano).
- 2009 : Miroirs (Zanpano).
- 2011 : Chambres meublées (Zanpano).
- 2024 : Journal (Zanpano) - 250 exemplaires numérotés et signés[2]

### Couvertures de livres
- Croisière en meurtre majeur, de Michel Honaker.
- Le Prince d'Ebène, de Michel Honaker.
- Erwan le maudit, de Michel Honaker.
- La nuit de l'étrangleur, de Evelyne Jouve.
- Histoire du « Nouveau théâtre », de Geneviève Serreau.

### Illustrations de nouvelles
- Le Faiseur de monstres, de Morrow (in À Suivre no 14, 1979).
- Bonjour ma cousine, de Henriot–Gaborit (in À Suivre no 28, 1980).
- Un certain Jimmy Fast, de Jean Vautrin (in À Suivre spécial polar, 1981).
- Le Mythe décisif, de Jean-Bernard Pouy (in L’Agenda du polar 2000, Stylus, 1999).